# Liste des évêques et archevêques de Santiago de Guatemala
Cette liste recense les évêques et les archevêques qui se sont succédé sur le siège du diocèse de Santiago de Guatemala depuis sa création le 18 décembre 1534. Il est élevé au rang d'archidiocèse métropolitain le 16 décembre 1743 prenant le nom d'archidiocèse de Santiago de Guatemala.

## Évêques
- Francisco Marroquín Hurtado (1523-1563)
- Bernardino de Villalpando, (1564-1569)
- Pedro Gómez de Córdoba y Santillán, O.S.H (1574-1598)
- Juan Ramírez de Arellano, O.P (1600-1609)
- Juan de las Cabezas Altamirano (1610-1615), nommé évêque d'Arequipa
- Juan de Zapata y Sandoval, O.S.A (1621-1630)
- Agustín de Ugarte y Sarabia (1630-1640), nommé évêque d'Arequipa
- Bartolomé González Soltero (1641-1650)
- Juan Garcilaso de la Vega (1651-1654)
- Payo Enríquez de Rivera, O.S.A (1657-1668), nommé évêque de Michoacán
- Juan de Sancto Mathía Sáenz de Mañozca y Murillo (1668-1675)
- Juan Ortega y Montañés (1675-1682), nommé évêque de Michoacán
- Andrés de las Navas y Quevedo, O.de M (1682-1702)
- Mauro de Larreátegui y Colón, O.S.B (1703-1711)
- Juan Bautista Álvarez de Toledo, O.F.M (1713-1723), nommé  évêque de Guadalajara
- Nicolás Carlos Gómez de Cervantes y Velázquez de la Cadena (1723-1726), nommé évêque de Guadalajara
- Juan Leandro Gómez de Parada Valdez y Mendoza (1728-1735), nommé évêque de Guadalajara
- Pedro Pardo de Figueroa (1735-1743), devient archevêque de Santiago de Guatemala

## Archevêques
- Pedro Pardo de Figueroa (1743-1751)
- Francisco José de Figueredo y Victoria (1752-1765)
- Pedro Cortés y Larraz (1766-1779), nommé évêque de Tortosa
- Cayetano Francos y Monroy (1778-1792)
- Juan Félix de Villegas (1793-1800)
- Luis Ignatius Peñalver y Cárdenas (1801-1805)
- Rafael de La Vara (1806-1809)
  - Sede vacante (1809-1815)
- Francisco Ramón Valentín de Casaús y Torres, O.P (1815-1845)
- Francisco de Paul García Peláez (1845-1867)
- José Bernardo Piñol y Aycinena (1867-1881)
  - Sede vacante (1881-1886)
- Ricardo Casanova y Estrada (1886-1913)
- Julio Ramón Riveiro y Jacinto, O.P (1914-1921)
- Luis Javier Muñoz y Capurón, S.J (1921-1927)
- Luis Durou y Sure, C.M (1928-1938)
- Mariano Rossell y Arellano (1939-1964)
- Mario Casariego y Acevedo, C.R.S (1964-1983), auparavant archevêque titulaire de Pergé (de)
- Próspero Penados del Barrio (1983-2001)
- Rodolfo Quezada Toruño (2001-2010)
- Óscar Julio Vian Morales, S.D.B (2010-2018)
  - Sede vacante (2018-2020)
- Gonzalo de Villa y Vásquez, S.J (2020- )

## Sources
- (en) « Archdiocese of Santiago de Guatemala  : Past and Present Ordinaries », sur catholic-hierarchy.org (consulté le 24 mai 2023)